# Ozarba rubrivena
Ozarba rubrivena is een vlinder van de familie van de uilen (Noctuidae). De wetenschappelijke naam van deze soort is voor het eerst voorgesteld door George Francis Hampson in een publicatie uit 1910.
De soort komt voor in tropisch Afrika waaronder Kaapverdië, Mauritanië, Senegal, Gambia, Mali, Burkina Faso, Niger, Eritrea, Ethiopië, Togo, Nigeria, Kameroen, Kenia, Tanzania en Namibië.